# إيدر ديلغادو
إيدر ديلغادو (بالإسبانية: Edder Delgado)‏ (مواليد 20 نوفمبر 1986) هو لاعب كرة قدم. يلعب مع منتخب هندوراس لكرة القدم. سبق له أن لعب في كأس العالم لكرة القدم مع منتخب بلاده.

## روابط خارجية
- إيدر ديلغادو على موقع الاتحاد الدولي (مؤرشف)  (الإنجليزية)
- إيدر ديلغادو على موقع إي إس بي إن إف سي (الإنجليزية)
- إيدر ديلغادو على موقع قاعدة بيانات كرة القدم.إي يو (الإنجليزية)
- إيدر ديلغادو على موقع ناشيونال فوتبول تيمز (الإنجليزية)
- إيدر ديلغادو على موقع Soccerway.com (الإنجليزية)
- إيدر ديلغادو على موقع كووورة
- إيدر ديلغادو على موقع أوليمبيديا (الإنجليزية)